# Nannacara anomala
Nannacara anomala es una especie de peces de la familia Cichlidae en el orden de los Perciformes.

## Morfología
Los machos pueden llegar alcanzar los 5,6 cm de longitud total.

## Alimentación
Come gusanos, crustáceos e insectos

## Hábitat
Vive en zonas de clima tropical entre 22 °C-25 °C de temperatura.

## Distribución geográfica
Se encuentran en Sudamérica: desde el río Aruka (Guayana) hasta el río Marowijne (Surinam ).